# Сарыколь (Северо-Казахстанская область)
Сарыколь (каз. Сарыкөл) — упразднённое село в Есильском районе Северо-Казахстанской области Казахстана. Входило в состав Тарангульского сельского округа. Код КАТО — 594257400. Ликвидировано в 2015 г.

## География
Расположено около озера Сарыколь.

## Население
В 1999 году население села составляло 211 человек (109 мужчин и 102 женщины). По данным переписи 2009 года, в селе проживало 14 человек (9 мужчин и 5 женщин).